# Диапазон (газета)
Диапазон — независимая общественно-политическая газета города Актобе. Публикуется с 29 мая 1996 года. Периодичность издания — 1 раз в неделю, по четвергам. С 1997 года является самым тиражным информационным изданием в регионе. Газета печатается в типографии издательского дома «Арсенал» и первой в Актобе перешла на полноцвет. В газете 56 полос, 24 — в цвете.
Согласно исследованиям Taylor Nelson Sofres 2012 года, «Диапазон» является второй по популярности газетой в городе, с аудиторией в 107,8 тысяч (36,5 %) человек соответственно. На третьем месте ― газета объявлений «Диапазон Среда» (41,2 тыс., 14 %).

## Инциденты
В 1999 году по иску прокурора на два месяца был приостановлен выпуск «Диапазона» ― якобы за разжигание межнациональной розни.
В последних числах 2002 года был похищен, жестоко избит и брошен в лесополосе за городом в лютый мороз брат собственника газеты «Диапазон», учредитель ТОО «Рифма» Владимира Михайлова — И. Петлинський. Чудом спасенный случайно оказавшимися рядом людьми, И. Петлиньский потерял пальцы рук.
В 2004 году суд города постановил передвинуть на 70 см стену склада издательского дома «Арсенал», где печатаются тиражи «Диапазона»: собственники соседнего завода «Актюбрентген» обвинили Михайлова в том, что он, якобы, залез на их территорию (где они построили жилой комплекс). Суд встал на сторону истцов, и бизнесмен угодил за решетку за злостное неисполнение решения суда.
В том же 2004 году представителями СМИ Казахстана было написано Открытое письмо (о судьбе актюбинской газеты «Диапазон») Генеральному прокурору Республики Казахстан Р. Тусупбекову. В итоге Владимир Михайлов вышел победителем: стену не подвинул, газету и типографию сохранил.
22 декабря 2010 года на троих журналистов газеты (Юрий Гейст, Николай Сырбов и Максим Токарь) было совершено нападение, они были ограблены и жестоко избиты. Ранее также подвергались нападению сотрудники газеты Марина Васильева, Жанат Нугманова, Дмитрий Матвеев.
21 мая 2016 во время земельных митингов журналист газеты Багдат Асылбек был среди 44 журналистов, которых задержали в тот день в Казахстане.

## Награды
Газета Диапазон является обладателем следующих премий:
- 2006 год: пять наград в российском конкурсе «Газетный дизайн». В том числе — бронза в номинации «Редизайн» и знак отличия в номинации «Лучший газетный дизайн», а также единственная награда «Фишка» за креатив и нестандартный подход.
- 2008 год: специальная награда конкурса «Газетный дизайн» в Москве.
- 2010 год: бронза на конкурсе «Лучшая региональная газета 2010» в Москве.
- 2017 год: корреспондент «Диапазона» Багдат Асылбек вошел в ТОП-10 победителей конкурса Союза журналистов «за видеосюжет о решении социальных проблем в Актобе во время паводка»[15].